# Камелтал
Камелтал (њем. Kammeltal) општина је у њемачкој савезној држави Баварска. Једно је од 34 општинска средишта округа Гинцбург. Према процјени из 2010. у општини је живјело 3.362 становника. Посједује регионалну шифру (AGS) 9774145.

## Географски и демографски подаци
Камелтал се налази у савезној држави Баварска у округу Гинцбург. Општина се налази на надморској висини од 400–470 метара. Површина општине износи 41,7 km². У самом мјесту је, према процјени из 2010. године, живјело 3.362 становника. Просјечна густина становништва износи 81 становника/km².